# Delia fasciventris
Delia fasciventris är en tvåvingeart som först beskrevs av Ringdahl 1933.  Delia fasciventris ingår i släktet Delia och familjen blomsterflugor.
Artens utbredningsområde är Sverige. Inga underarter finns listade i Catalogue of Life.